# Kedrostis
Kedrostis (lat. Kedrostis),  rod trajnica penjačica iz porodice Cucurbitaceae. Postoji dvadesetak vrsta u tropskim krajevima Azije i Afrike.

## Vrste
1. Kedrostis abdallai A. Zimmermann
2. Kedrostis africana (L.) Cogn.
3. Kedrostis bennettii (Miq.) W.J.de Wilde & Duyfjes
4. Kedrostis capensis (Sond.) A. Meeuse
5. Kedrostis cogniauxii Keraudr.
6. Kedrostis courtallensis (Arn.) C. Jeffrey
7. Kedrostis crassirostrata Bremek.
8. Kedrostis dissecta Keraudr.
9. Kedrostis elongata Keraudr.
10. Kedrostis foetidissima (Jacq.) Cogn.
11. Kedrostis heterophylla Zimmermann
12. Kedrostis hirta W.J.de Wilde & Duyfjes
13. Kedrostis hirtella (Naud.) Cogn.
14. Kedrostis lanuginosa Keraudr.
15. Kedrostis laxa Keraudr.
16. Kedrostis leloja (Forssk. ex J.F.Gmel.) C. Jeffrey
17. Kedrostis limpompensis C. Jeffrey
18. Kedrostis monosperma W.J.de Wilde & Duyfjes
19. Kedrostis nana (Lam.) Cogn.
20. Kedrostis nana var. schlechteri (Cogn.) A. Meeuse
21. Kedrostis nana var. zeyheri (Schrad.) A. Meeuse
22. Kedrostis perrieri Keraudr.
23. Kedrostis psammophila P. Bruyns
24. Kedrostis pseudogijef (Gilg) C. Jeffrey